# Jan-Hendrik Jagla
Jan-Hendrik Jagla (ur. 25 czerwca 1981 w Berlinie) – niemiecki koszykarz występujący na pozycji silnego skrzydłowego, reprezentant kraju.
W tureckiej ekstraklasie reprezentował Telekom Ankara. Uczestnik Igrzysk Olimpijskich w Pekinie (2008) z koszykarską reprezentacją Niemiec. W grudniu 2010 został zwolniony przez Asseco Prokom Gdynia.

## Osiągnięcia
Na podstawie, o ile nie zaznaczono inaczej.
NCAA
- Zaliczony do składu honorable mention All-Big Ten (2004)

Klubowe
- Mistrz:
  - Polski (2010)
  - Katalonii w (2008, 2009)
- Wicemistrz Niemiec (2014, 2015)
- Zdobywca:
  - pucharu:
    - ULEB (2008)
    - Hiszpanii (2008)
    - Niemiec (2014)

  - superpucharu:
    - Niemiec (2013)
    - Polski (2010)
- Finalista Pucharu Księżnej Asturii (2006)
- 3. miejsce w Pucharze Niemiec (2013)

Indywidualne
- Uczestnik meczu gwiazd ligi:
  - tureckiej w (2007)
  - niemieckiej (2013)

Reprezentacja
- Uczestnik:
  - mistrzostw:
    - świata (2006 – 8. miejsce, 2010 – . miejsce)
    - Europy (2007 – 5. miejsce, 2009 – 11. miejsce, 2011 – . miejsce)

  - igrzysk olimpijskich (2008 – 10. miejsce)
  - uniwersjady (2003)
  - kwalifikacji:
    - olimpijskich (2008)
    - do Eurobasketu (2005, 2013)
- Lider mistrzostw świata w skuteczności rzutów za 3 punkty (2010 – 65%)[5]